# Jablonszky Ferenc
Jablonszky Ferenc (Pest, 1864. december 10. – Budapest, 1945. március 23.) építészmérnök, törvényszéki szakértő.

## Munkássága
Jablonszky Vince és Veszelyi Magdolna fia. 1864. december 17-én keresztelték a pest-szentistvánvárosi plébánián. 1889-ben szerzett diplomát a Műegyetemen. Középületek, főként igazságügyi és törvényhatósági épületek tervezésében végzett munkássága a maga korában rendkívül intenzívnek tekinthető.
1912-ben az ő tervei szerint került megépítésre a Budapesti Központi Királyi Járásbíróság kissé zord, neoromán jellegű épülete, az Újpesti Királyi Járásbíróság épülete (1909) valamint közreműködött a Fővárosi Törvényszék épületének tervezésében. Munkájára jelentős hatással volt a századforduló szecessziója.
Nevéhez fűződik a Gyorskocsi utcai épület felépítése, melyre 1909-ben írtak ki pályázatot és az építkezés 1913-ban kezdődött Jablonszky Ferenc tervei szerint. Felesége Leitgeb Irma volt, aki 1949. december 19-én hunyt el.

## Ismert épületeinek listája
- 1888–1890: A Fővárosi Törvényszék épülete, Budapest – Hauszmann Alajossal közösen
- 1904: Alsólendvai Járásbíróság épülete
- 1904: Abonyi városháza[5]
- 1904: Paksi Királyi Járásbíróság épülete
- 1908: Szerencsi Királyi Járásbíróság épülete
- 1908: Újpesti Királyi Járásbíróság épülete, Budapest
- 1909: Beregszászi Királyi Törvényszék épülete
- 1909: Hajdúnánási Királyi Járásbíróság épülete
- 1912: Mezőcsáti Királyi Járásbíróság épülete
- 1912–1913: Budapesti Központi Királyi Járásbíróság épülete, Budapest
- 1913: Gödöllői Királyi Járásbíróság épülete
- 1913–1918: Igazságügyi Palota, ma: a Kúria épülete, Budapest – Fellner Sándorral közösen
- 1913–1922: Gyorskocsi utcai büntetés-végrehajtási intézet, Budapest
- 1914: Körmendi Királyi Járásbíróság épülete
- 1929: Siklósi Királyi Járásbíróság épülete

### Meg nem valósult tervei
- 1908: Törvényszék és Fogház, Zombor[6]
- 1910: Törvényszék és Fogház, Trencsén[7]
- 1910: Pest Vidéki Törvényszék, Budapest[8]

## Képtár

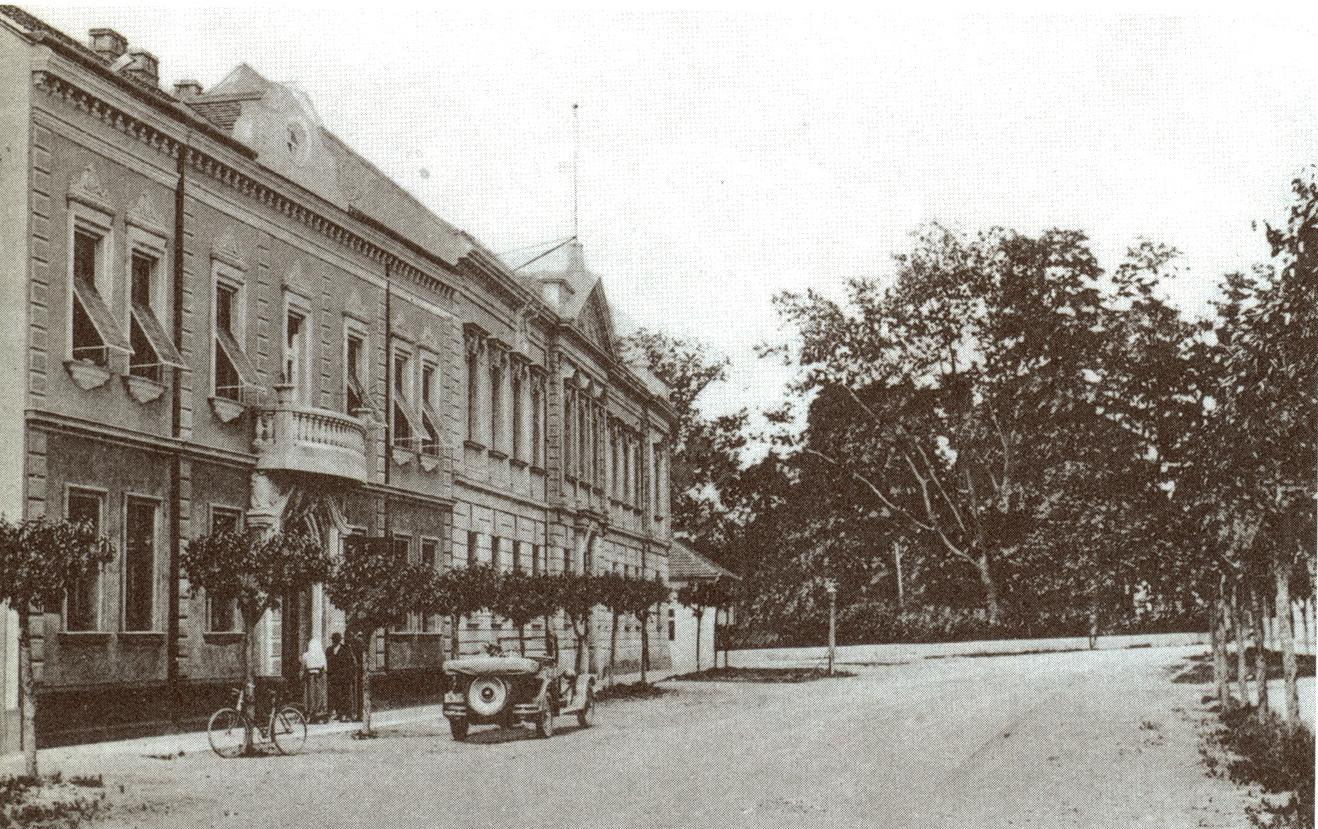
Az alsólendvai járásbíróság épülete a 20. század elején
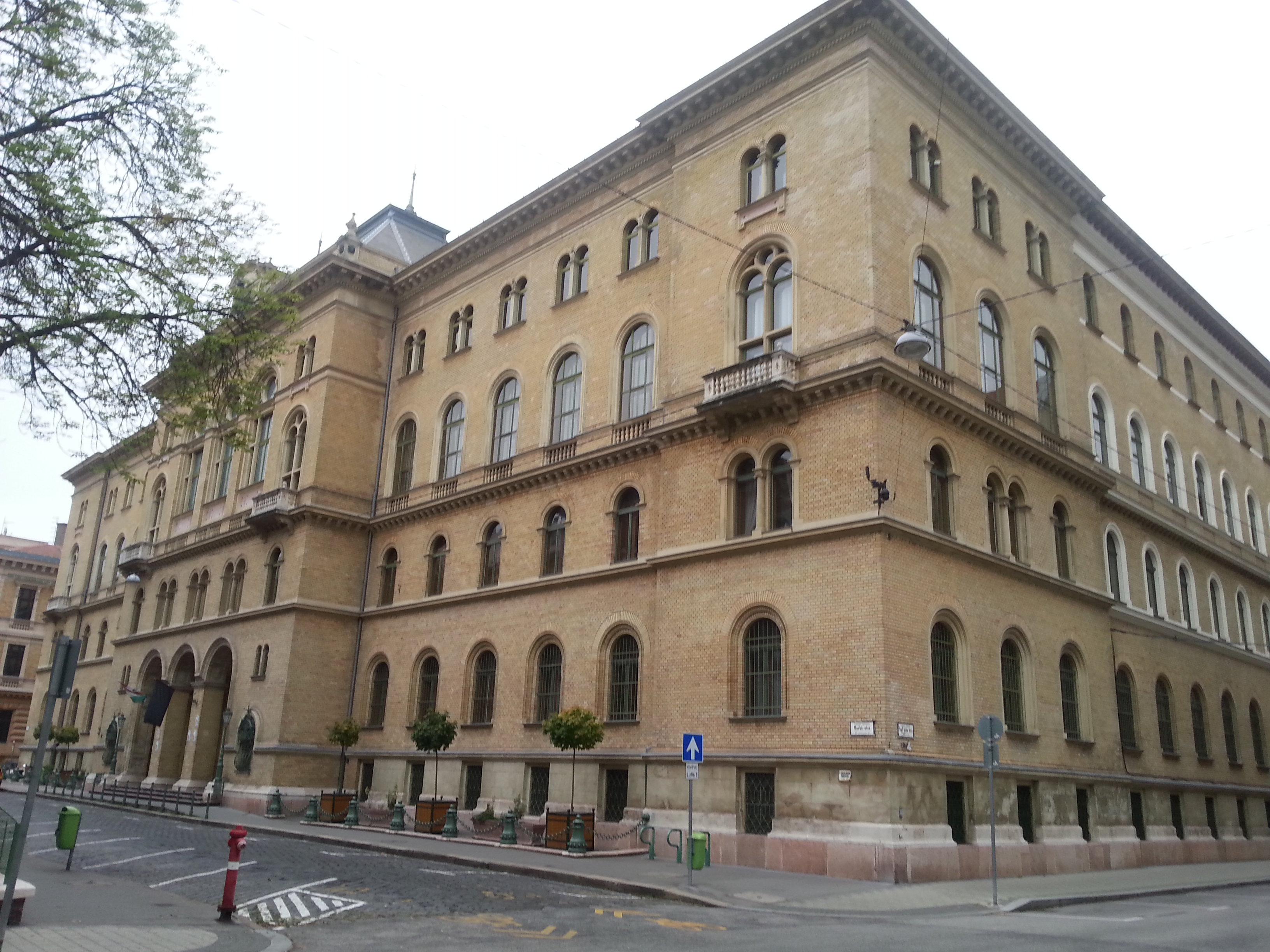
Fővárosi Törvényszék (elülső homlokzat)
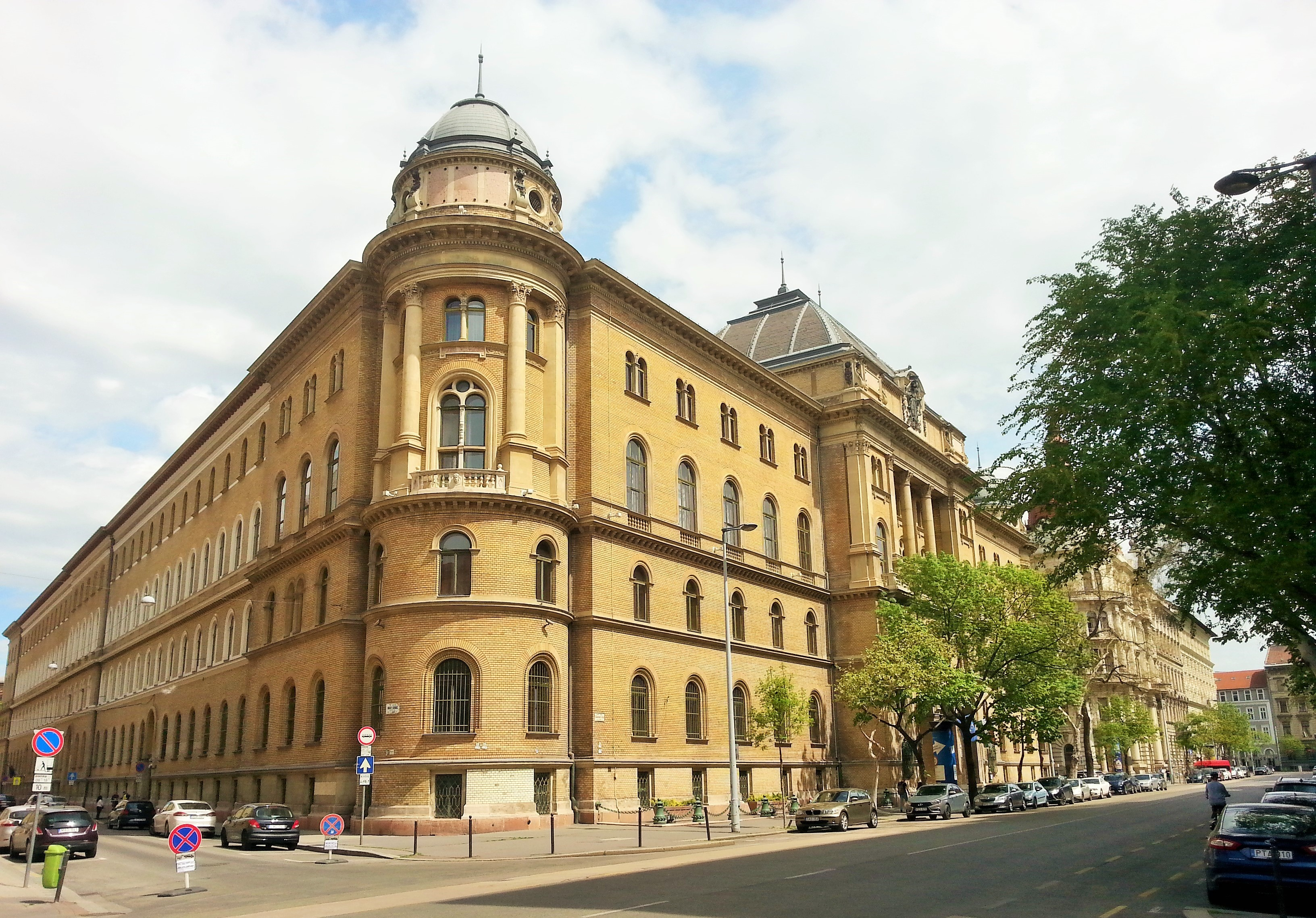
Fővárosi Törvényszék (hátsó homlokzat)
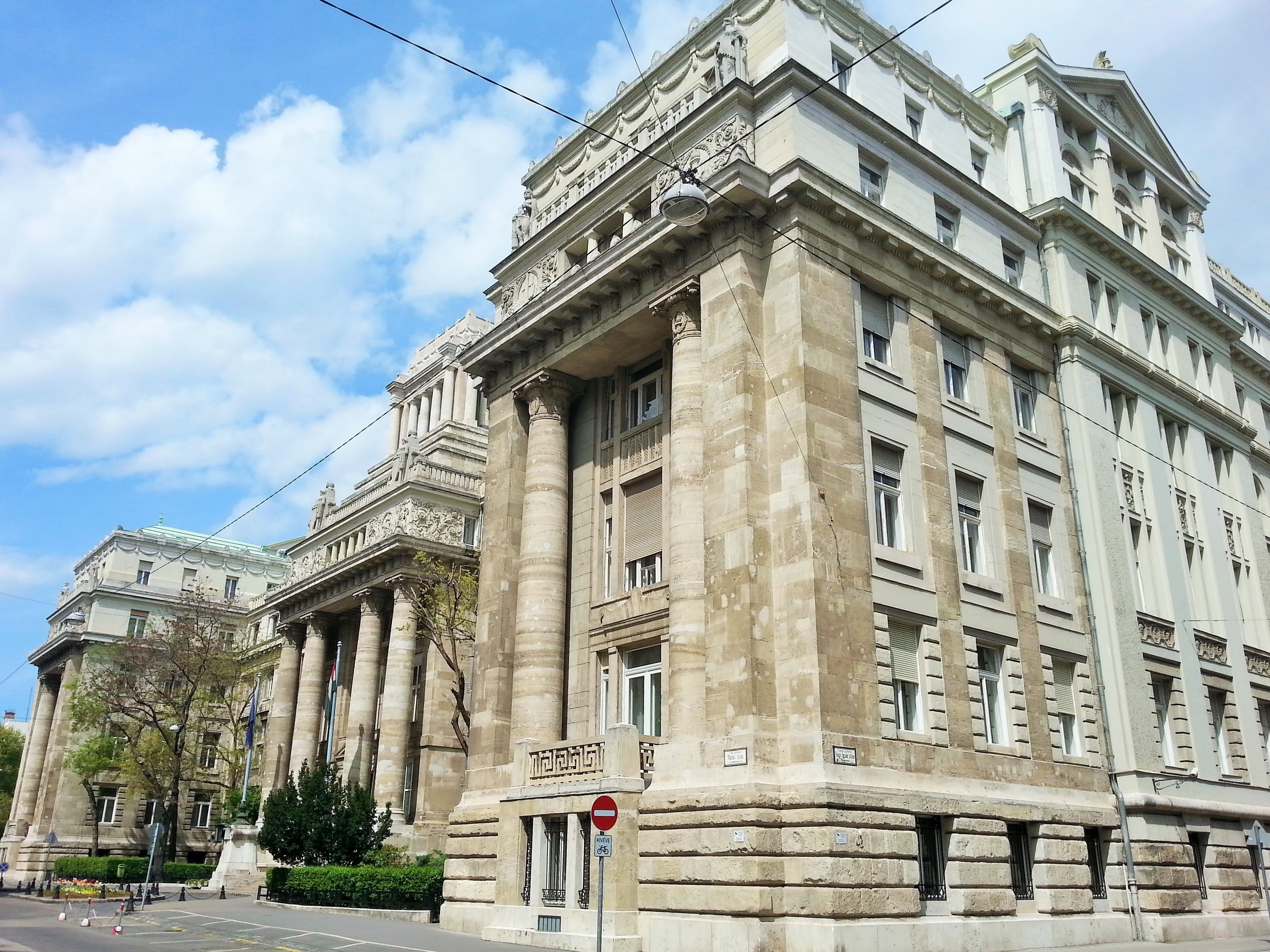
Igazságügyi Palota (a Kúria épülete)
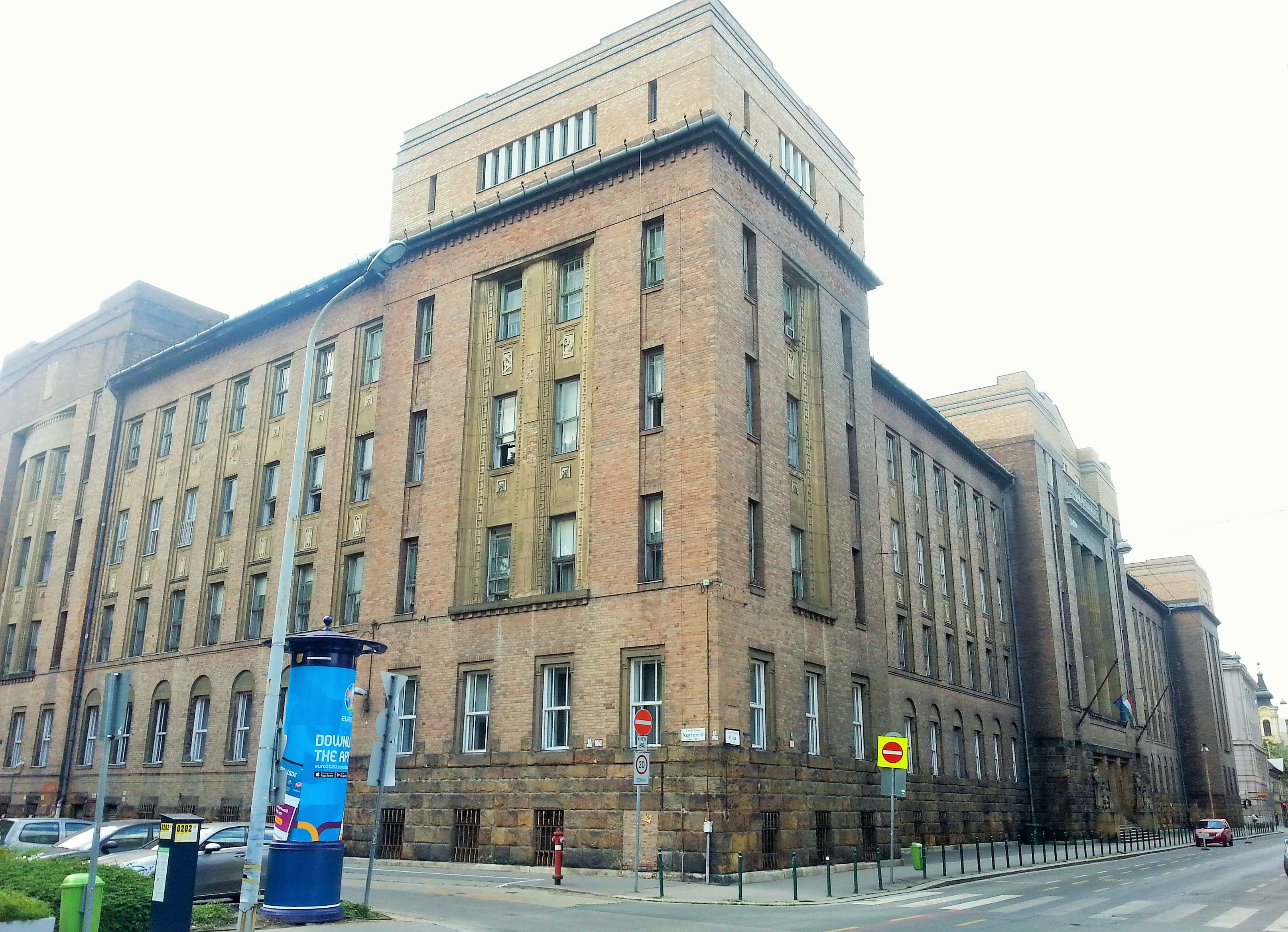
Gyorskocsi utcai büntetés-végrehajtási intézet
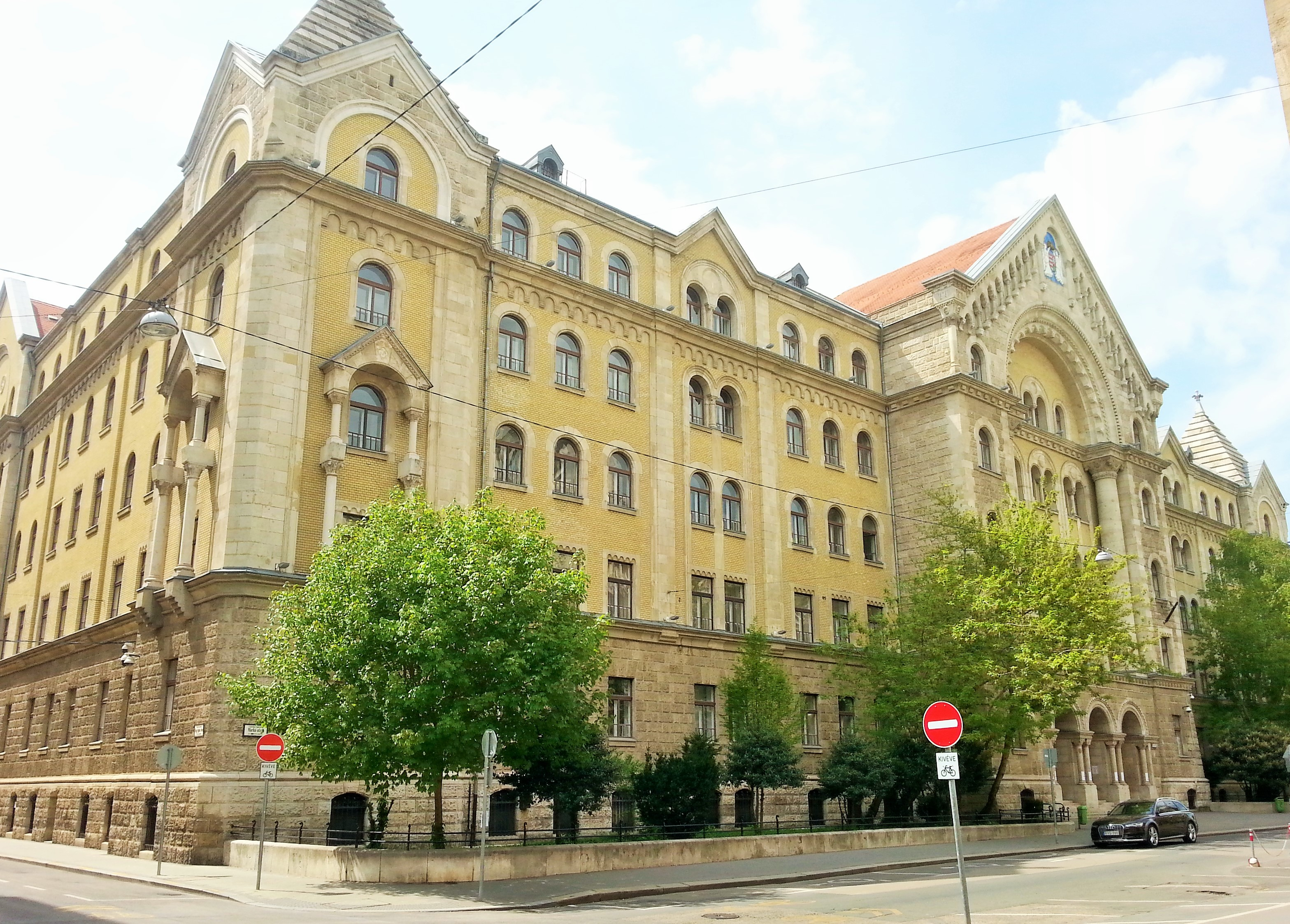
Pesti Központi Kerületi Bíróság
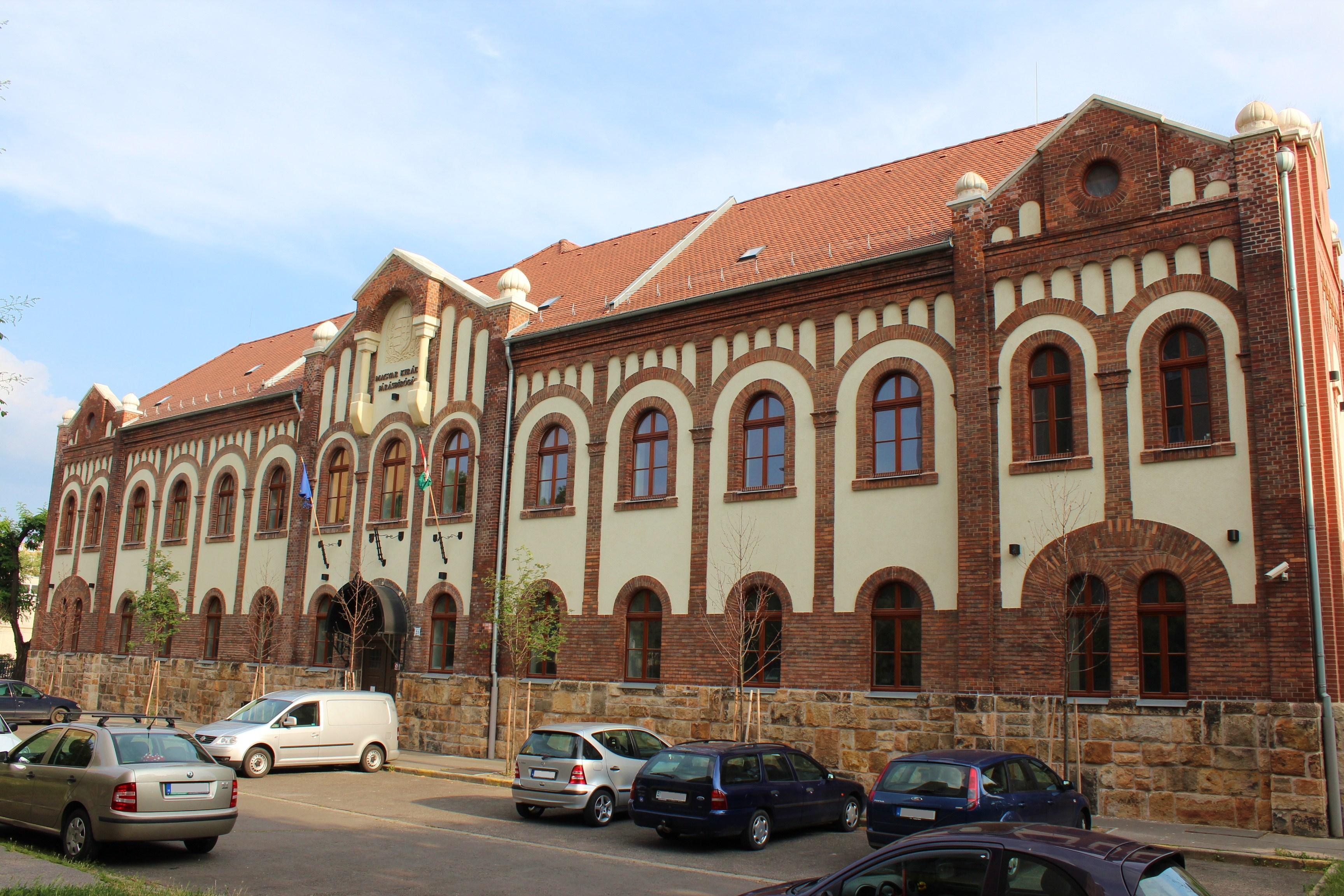
Újpesti Járásbíróság
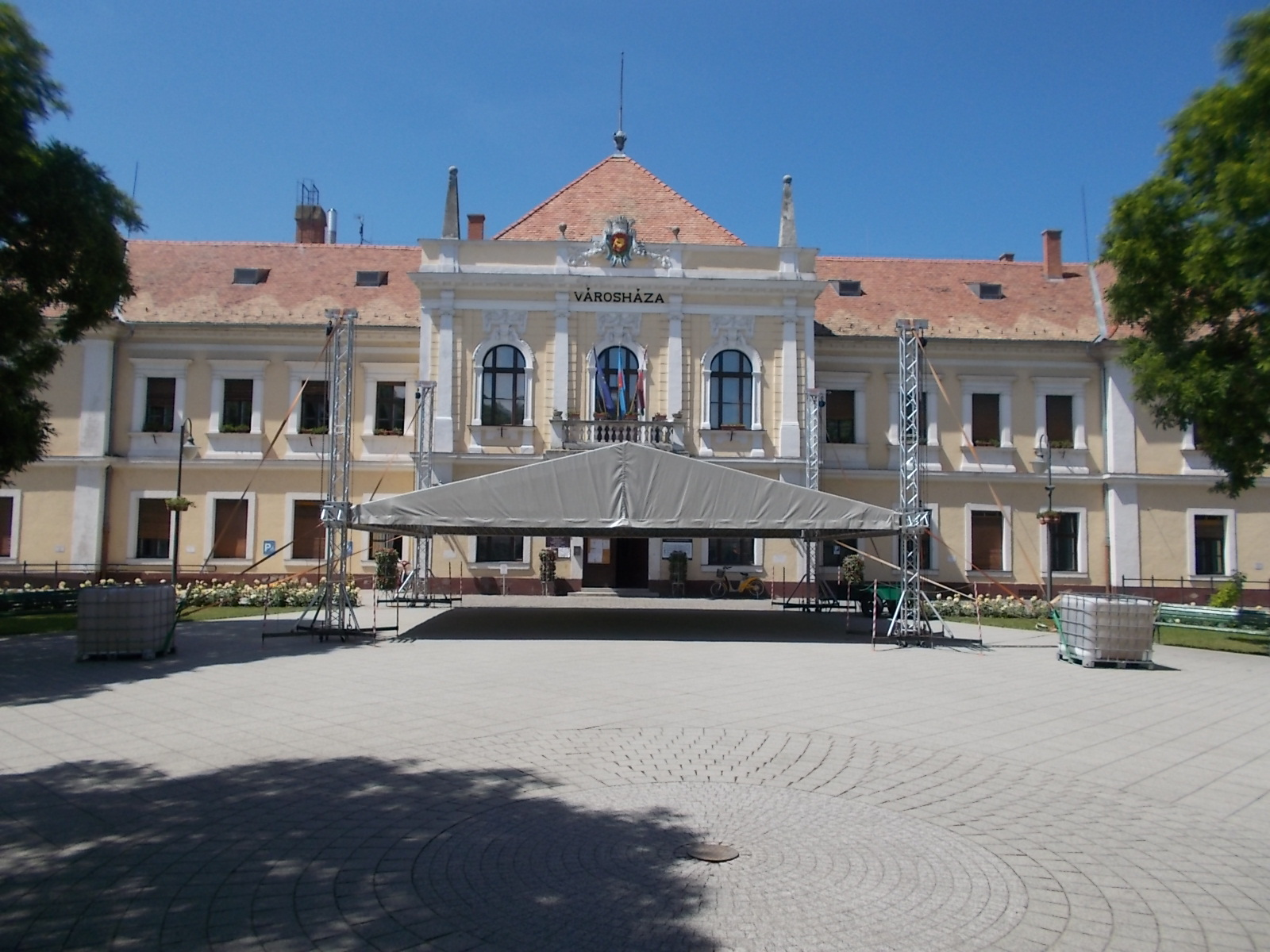
Abonyi Városháza